# Perša Liha 2013-2014
La Perša Liha 2013-2014 è stata la 23ª edizione della seconda serie del campionato ucraino di calcio. La stagione è iniziata il 14 luglio 2013 ed è terminata il 31 maggio 2014.

## Stagione

### Novità
Al termine della passata stagione, è salito in Prem"jer-liha il Sevastopol'. Stal' Alčevs'k e Oleksandrija hanno rifiutato la promozione per motivi di finanziari; al Bukovyna Černivci (classificatosi quarto), che aveva presentato domanda di ammissione in Prem"jer-liha, è stato negato il ripescaggio dalla Federcalcio ucraina. Sono retrocesse in Druha Liha Odessa, Obolon' e Arsenal Bila Cerkva. Sono salite dalla Druha Liha Desna Černihiv, Nyva Ternopil' e UkrAhroKom.
Dalla Prem"jer-liha 2012-2013 non vi è stata nessuna retrocessione. Complice il fallimento societario del Kryvbas, e le rinunce di Stal' Alčevs'k e Oleksandrija, sia il Metalurh Zaporižžja che l'Hoverla sono state riammesse in Prem"jer-liha.
Prima dell'inizio della stagione, il Krymteplycja si è ritirato dal campionato.

### Formula
Le sedici squadre si affrontano due volte, per un totale di trenta giornate. La prima classificata viene promossa in Prem"jer-liha. 
Le ultime due classificate retrocedono in Druha Liha.

## Classifica finale
|  | Pos. | Squadra              | Pt | G  | V  | N  | P  | GF | GS | DR  |
|  | ---- | -------------------- | -- | -- | -- | -- | -- | -- | -- | --- |
|  | 1.   | Olimpik Donec'k      | 55 | 30 | 16 | 7  | 7  | 45 | 33 | +12 |
|  | 2.   | Oleksandrija         | 52 | 30 | 14 | 10 | 6  | 47 | 28 | +19 |
|  | 3.   | Stal' Alčevs'k       | 51 | 30 | 16 | 3  | 11 | 41 | 33 | +8  |
|  | 4.   | Poltava              | 46 | 30 | 14 | 4  | 12 | 36 | 34 | +2  |
|  | 5.   | Desna Černihiv       | 44 | 30 | 14 | 2  | 14 | 33 | 27 | +6  |
|  | 6.   | Zirka                | 44 | 30 | 12 | 8  | 10 | 36 | 34 | +2  |
|  | 7.   | Naftovyk-Ukrnafta    | 43 | 30 | 12 | 7  | 11 | 40 | 35 | +5  |
|  | 8.   | UkrAhroKom           | 42 | 30 | 11 | 9  | 10 | 27 | 27 | 0   |
|  | 9.   | Helios Charkiv       | 41 | 30 | 10 | 11 | 9  | 29 | 35 | -6  |
|  | 10.  | Nyva Ternopil'       | 39 | 30 | 10 | 9  | 11 | 33 | 32 | +1  |
|  | 11.  | Sumy                 | 39 | 30 | 11 | 6  | 13 | 29 | 39 | -10 |
|  | 12.  | Tytan Armjans'k      | 38 | 30 | 10 | 8  | 12 | 32 | 41 | -9  |
|  | 13.  | Bukovyna Černivci    | 36 | 30 | 10 | 6  | 14 | 26 | 36 | -10 |
|  | 14.  | Dinamo-2 Kiev        | 32 | 30 | 8  | 8  | 14 | 29 | 30 | -1  |
|  | 15.  | Avanhard Kramators'k | 31 | 30 | 7  | 10 | 13 | 23 | 27 | -4  |
|  | 16.  | Mykolaïv             | 31 | 30 | 9  | 4  | 17 | 34 | 49 | -15 |

Legenda:
      Promossa in Prem"jer-liha 2014-2015
      Retrocessa in Druha Liha 2014-2015
Note:
Tre punti a vittoria, uno a pareggio, zero a sconfitta.